# Weigelnunatak
Weigelnunatak är en nunatak i Antarktis. Den ligger i Östantarktis. Norge gör anspråk på området. Toppen på Weigelnunatak är 1 520 meter över havet, eller 39 meter över den omgivande terrängen. Bredden vid basen är 0,78 km.
Terrängen runt Weigelnunatak är varierad. Trakten är obefolkad. Det finns inga samhällen i närheten. 